# Charles Westin
Charles Morton Hearn Westin, född 16 juni 1941 i Engelbrekts församling, Stockholms stad, är en svensk forskare. Westin var fram till sin pensionering 2008 professor vid Stockholms universitet och föreståndare för Centrum för forskning om internationell migration och etniska relationer, Ceifo. Westin är fortfarande aktiv som forskare vid universitetets socialantropologiska institution. 

## Biografi
Charles Westin disputerade i pedagogik 1973 på avhandlingen Existens och identitet som handlar om identitetsfrågor som personer som invandrat till Sverige möter i det nya livet. Sedan dess har han huvudsakligen forskat inom området internationell migration och etniska relationer, både i Sverige och internationellt. Westins forskning har behandlat frågor om diskriminering och rasism, integration och mångfald, flyktingars och ungdoms situation.
Han är son till handelsrådet Bengt Westin och dennes hustru Elisabeth.
Westin har gett ut flera böcker. Tillsammans med Mats Deland gav han 2007 ut antologin Brunt! som försöker kartlägga högerextrema rörelser i Sverige, Danmark, Tyskland och USA.
År 2005 satt han med i juryn på den av bland annat Svenska PEN anordnade "asyltribunalen" tillsammans med bland annat Agneta Pleijel och Björn Linell. Tribunalen riktade skarp kritik mot svensk flyktingpolitik som alltför restriktiv.